# El circo de las estrellas
El circo de las estrellas es un programa de telerrealidad en el que un grupo de famosos desarrollarán sus facetas como artistas de circo. En la mayor parte de los países donde se desarrolla el programa, el premio del ganador es donado a una ONG o fundación para causas benéficas.

## El circo de las estrellas en el mundo
| País           | Nombre / Página web oficial           | Canal de televisión           | Ganadores                                                                                |
| -------------- | ------------------------------------- | ----------------------------- | ---------------------------------------------------------------------------------------- |
| Argentina      | El Circo de las Estrellas (Argentina) | Telefe                        | 1.ª edición, 2007: Natalia Pastorutti                                                    |
| Australia      | Celebrity Circus                      | Ten                           | 1.ª edición, 2005: sin ganador/a                                                         |
| Bielorrusia    | Звездный цирк (Circus Stars)          | ONT                           | 1.ª edición, 2007: Desconocido                                                           |
| Brasil         | Circo do Faustão                      | Globo TV                      | 1.ª edición, 2007: Gianne Albertoni 2.ª edición, 2008: Cássio Reis                       |
| Croacia        | Circus Reality                        |                               | 1.ª edición, 2009: Próximamente                                                          |
| Chile          | Circo de estrellas (Chile)            | TVN                           | 1.ª edición, 2010: Francisco Puelles "Chapu"                                             |
| España         | Circus: más difícil todavía           | Cuatro                        | 1.ª edición, 2008: Ignacio Adarve, "Nacho"                                               |
| Estados Unidos | Celebrity Circus                      | NBC                           | 1.ª edición, 2008: Antonio Sabàto, Jr.                                                   |
| India          | Comedy Circus Web Oficial             | Sony Entertainment Television | 1.ª edición, 2007: Ali Asgar & Kashif Khan 2.ª edición, 2007: Shakeel & Urvashi Dholakia |
| Italia         | Reality Circus                        | Canale 5                      | 1.ª edición, 2006: Sabrina Ghio                                                          |
| México         | Los 5 Magníficos                      | Televisa                      | 1.ª edición, 2007: "El Perro" Aguayo                                                     |
| Polonia        | Gwiezdny Cyrk                         | Polsat                        | 1.ª edición, 2008: Kamila Porczyk                                                        |
| Portugal       | Circo Das Celebridades                | TVI                           | 1.ª edición, 2006: Marta Cardoso                                                         |
| Reino Unido    | Cirque de Celebrite                   | SKY One                       | 1.ª edición, 2006: Grace Adams-Short 2.ª edición, 2007: Kyal Marsh                       |
| Turquía        | Ünlüler Sirki                         | Star TV                       | 1.ª edición, 2007: desconocido                                                           |

- Datos: Q5824353